# نورث إل مونتي (كاليفورنيا)
نورث إل مونتي (بالإنجليزية: North El Monte CDP, California)‏ هي منطقة سكنية تقع بولاية كاليفورنيا في الولايات المتحدة. تبلغ مساحتها 1.096 كم2، وترتفع عن سطح البحر 101 م، بلغ عدد سكانها 3,723 نسمة في عام 2010 حسب إحصاء مكتب تعداد الولايات المتحدة وتصل الكثافة السكانية فيها 3,396.9 نسمة لكل كيلومتر مربع (8,797.9/ميل2).

## التركيبة السكانية
حدّد مكتب تعداد الولايات المتحدة بيانات التركيبة السكانية لنورث إل مونتي في تعداد الولايات المتحدة. في ما يلي، التركيبة السكانية حسب تعدادي 2000 و2010.

### تعداد عام 2000
بلغ عدد سكان نورث إل مونتي 3,703 نسمة بحسب تعداد عام 2000، وبلغ عدد الأسر 1,270 أسرة وعدد العائلات 995 عائلة مقيمة في المنطقة السكنية. في حين سجلت الكثافة السكانية 3,378.6 نسمة لكل كيلومتر مربع (8,750.5/ميل2). وبلغ عدد الوحدات السكنية 1,302 وحدة بمتوسط كثافة قدره 1,188 لكل كيلومتر مربع (3,076.9/ميل2).
وتوزع التركيب العرقي للمنطقة السكنية بنسبة 59.76% من البيض و0.76% من الأمريكيين الأفارقة و0.27% من الأمريكيين الأصليين و26.17% من الأمريكيين ذوي الأصول الآسيوية و0.05% من سكان جزر المحيط الهادئ و10.21% من الأعراق الأخرى و2.78% من عرقين مختلطين أو أكثر و25.28% من الهسبانيون أو اللاتينيون من أي عرق.
بلغ عدد الأسر 1,270 أسرة كانت نسبة 36.9% منها لديها أطفال تحت سن الثامنة عشر تعيش معهم، وبلغت نسبة الأزواج القاطنين مع بعضهم البعض 61% من أصل المجموع الكلي للأسر، ونسبة 11.5% من الأسر كان لديها معيلات من الإناث دون وجود شريك، بينما كانت نسبة 5.8% من الأسر لديها معيلون من الذكور دون وجود شريكة وكانت نسبة 21.7% من غير العائلات. تألفت نسبة 17.9% من أصل جميع الأسر من عدة أفراد يعيشون في نفس المنزل ونسبة 8.6% كانت تتألف من شخص يعيش بمفرده يبلغ من العمر 65 عاماً أو أكثر. وبلغ متوسط حجم الأسرة المعيشية 2.87، أما متوسط حجم العائلات فبلغ 3.23.
بلغ العمر الوسطي للسكان 38.6 عاماً. وكانت نسبة 23% من القاطنين تحت سن الثامنة عشر، وكانت نسبة 6.9% بين الثامنة عشر والرابعة والعشرين عاماً، ونسبة 29.9% كانت واقعةً في الفئة العمرية ما بين الخامسة والعشرين والرابعة والأربعين عاماً، ونسبة 23.8% كانت ما بين الخامسة والأربعين والرابعة والستين، ونسبة 14.9% كانت ضمن فئة الخامسة والستين عاماً فما فوق. يوجد لكل 100 أنثى 92.7 ذكر، ويوجد لكل 100 أنثى في الثامنة عشر من عمرها فما فوق 89.7 ذكر.
بلغ متوسط دخل الأسرة في المنطقة السكنية 48,583 دولارًا، أما متوسط دخل العائلة فبلغ 60,000 دولارًا. وكان متوسط دخل الذكور 45,195 دولارًا مقابل 28,125 دولارًا للإناث. وسجل دخل الفرد الخاص بالمنطقة السكنية 19,192 دولارًا. وكانت نسبة 6.2% من العائلات ونسبة 7.4% من السكان تحت خط الفقر، وكان من هؤلاء نسبة 14.4% تحت سن الثامنة عشر ونسبة 4.5% في الخامسة والستين من العمر وما فوق.

### تعداد عام 2010
بلغ عدد سكان نورث إل مونتي 3,723 نسمة بحسب تعداد عام 2010، وبلغ عدد الأسر 1,254 أسرة وعدد العائلات 966 عائلة مقيمة في المنطقة السكنية. في حين سجلت الكثافة السكانية 3,396.9 نسمة لكل كيلومتر مربع (8,797.9/ميل2). وبلغ عدد الوحدات السكنية 1,304 وحدة بمتوسط كثافة قدره 1,189.8 لكل كيلومتر مربع (3,081.6/ميل2).
وتوزع التركيب العرقي للمنطقة السكنية بنسبة 47.49% من البيض و0.89% من الأمريكيين الأفارقة و0.35% من الأمريكيين الأصليين و38.60% من الأمريكيين ذوي الأصول الآسيوية و0.11% من سكان جزر المحيط الهادئ و9.02% من الأعراق الأخرى و3.55% من عرقين مختلطين أو أكثر و26.91% من الهسبانيون أو اللاتينيون من أي عرق.
بلغ عدد الأسر 1,254 أسرة كانت نسبة 34% منها لديها أطفال تحت سن الثامنة عشر تعيش معهم، وبلغت نسبة الأزواج القاطنين مع بعضهم البعض 59.6% من أصل المجموع الكلي للأسر، ونسبة 13% من الأسر كان لديها معيلات من الإناث دون وجود شريك، بينما كانت نسبة 4.5% من الأسر لديها معيلون من الذكور دون وجود شريكة وكانت نسبة 23% من غير العائلات. تألفت نسبة 17.4% من أصل جميع الأسر من عدة أفراد يعيشون في نفس المنزل ونسبة 7.9% كانت تتألف من شخص يعيش بمفرده يبلغ من العمر 65 عاماً أو أكثر. وبلغ متوسط حجم الأسرة المعيشية 2.93، أما متوسط حجم العائلات فبلغ 3.31.
بلغ العمر الوسطي للسكان 42.2 عاماً. وكانت نسبة 19.9% من القاطنين تحت سن الثامنة عشر، وكانت نسبة 8.1% بين الثامنة عشر والرابعة والعشرين عاماً، ونسبة 25.8% كانت واقعةً في الفئة العمرية ما بين الخامسة والعشرين والرابعة والأربعين عاماً، ونسبة 29.8% كانت ما بين الخامسة والأربعين والرابعة والستين، ونسبة 16.4% كانت ضمن فئة الخامسة والستين عاماً فما فوق. وتوزع التركيب الجنسي للسكان بنسبة 47.9% ذكور و52.1% إناث.